# 왕립 건축 아카데미
왕립 건축 아카데미(프랑스어: Académie royale d'architecture, 영어: Royal Academy of Architecture)는 1671년에 설립된 프랑스의 학회이며 17세기 후반부터 20세기 중반까지 프랑스뿐만 아니라 유럽과 아메리카 전역에 걸쳐 건축론과 교육에 영향을 미치는 주도적인 역할을 했다.

## 역사
왕립 건축 아카데미는 1671년 12월 30일 장바티스트 콜베르의 추진으로 프랑스 국왕 루이 14세에 의해 설립되었다. 첫 번째 교장은 수학자이자 엔지니어인 프랑수아 블롱델(1618~1686)이었고, 비서관은 앙드레 펠리비앙(1619~1695)이었다.
왕립 건축 아카데미는 대부분의 기간 동안 루브르궁 내에 속해 있었으며, 여기에는 건축 학교도 포함되어 있었다. 왕립 건축 아카데미의 회원들은 매주 회의를 가졌다. 프랑수아 블롱델은 1756년에 쓴 《프랑스의 건축》(Architecture françoise)에서 아카데미 숙소에 대해 설명했다. 이에 따르면 주요 방은 1층에 있었고 두 개의 강의실이 있었다. 하나는 월요일 학회 회원 회의와 수요일 수학 강의를 위한 강의실(B3)이었고, 다른 하나는 월요일 건축에 대한 공개 강의를 위한 강의실(B4)이었다. 건축모형을 전시하는 대형실(B5)도 있었다. 아카데미 비서실은 중이층에 있었고, 계단을 통해서 갈 수 있었다. 루브르궁의 대부분은 다락방 높이에 지붕이 없었기 때문에 아카데미 숙소는 1층(premier étage) 높이에 임시 지붕이 있었다. 다락방 지붕은 나폴레옹 시대에 추가되었다.

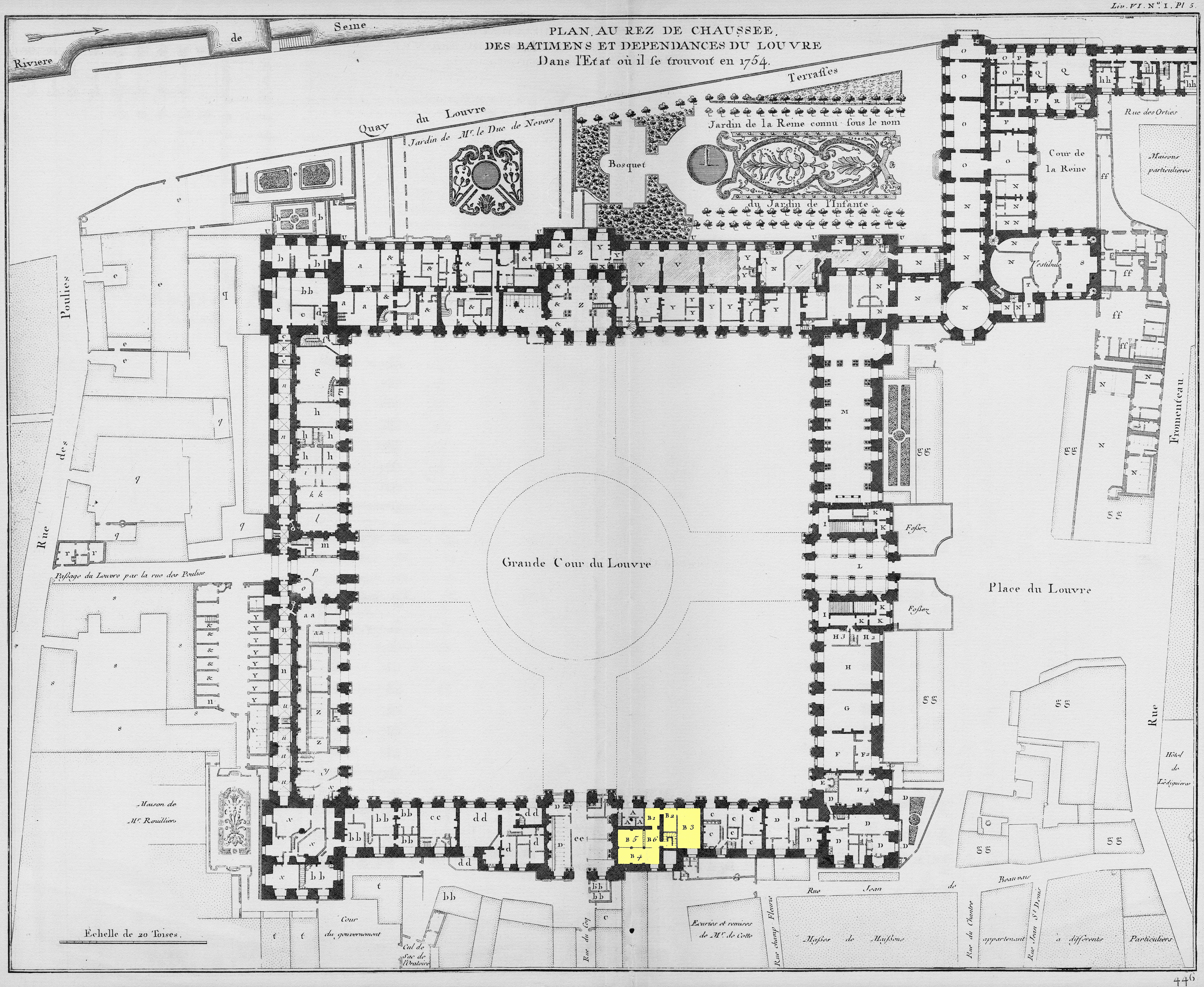
1754년 루브르궁 1층 평면도. 북쪽 윙(아래)에 아카데미 룸(노란색)이 위치해 있다.
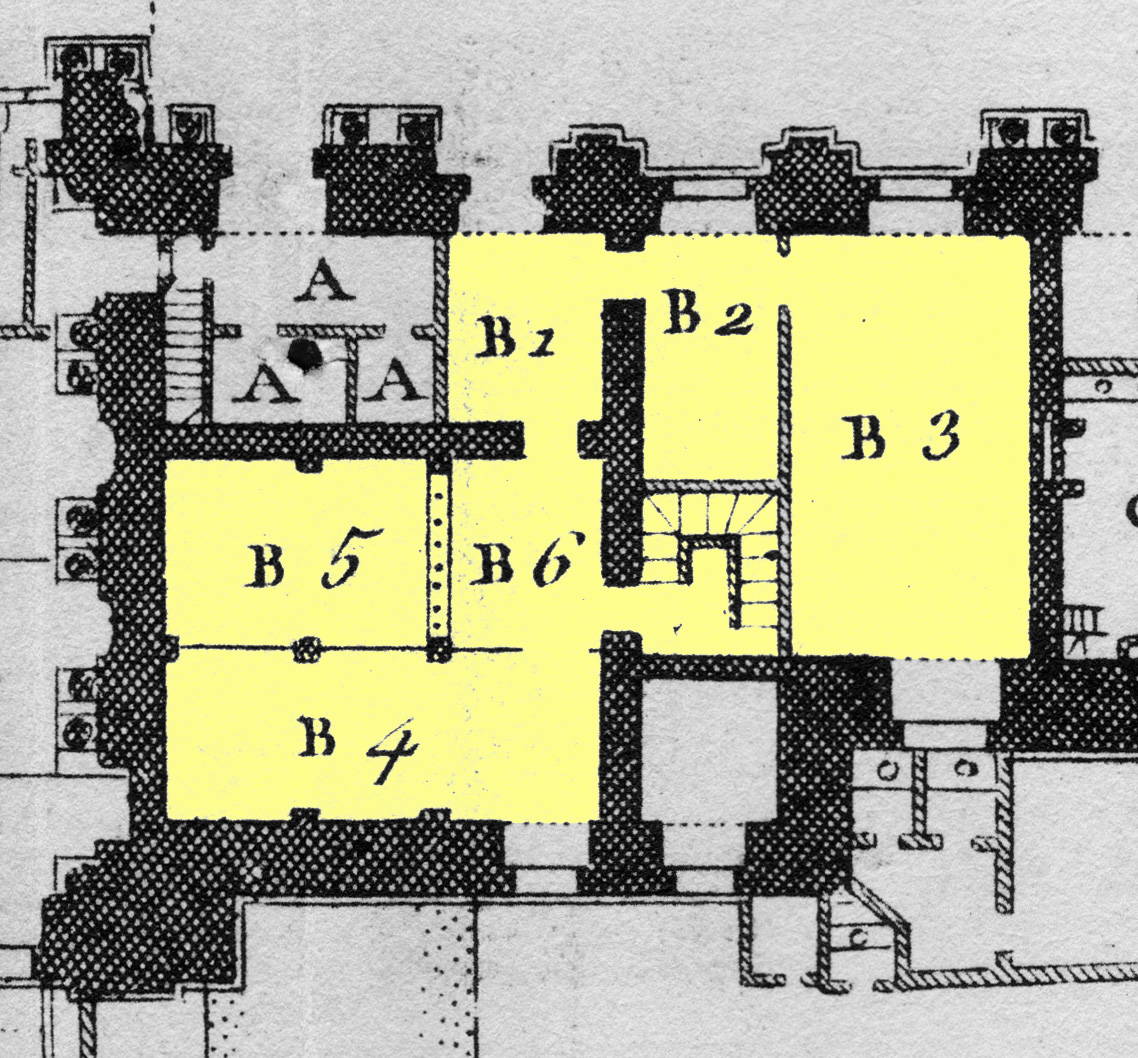
건축 아카데미의 각 방을 보여주는 세부 구획도
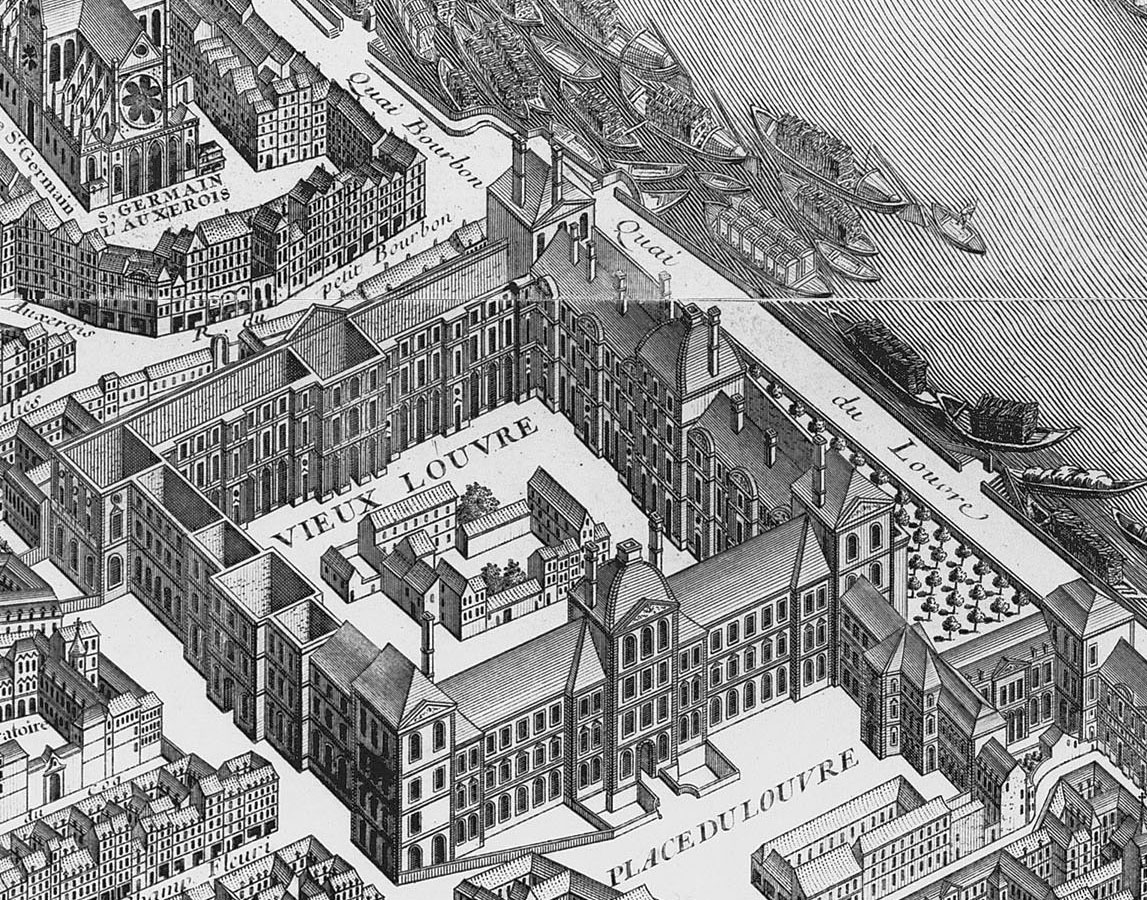
1739년 튀르고의 파리 지도에 표시된 루브르궁을 보면 지붕이 없는 곳이 보인다.

건축 아카데미는 1793년에 폐쇄되었지만 나중에 부활하여 1816년에 왕립 회화 조각 아카데미(1648년 설립)와 음악 아카데미(1669년 설립)와 함께 예술 아카데미에 합병되었다. 또한, 1968년 프랑스 정부가 건축교육을 전면적으로 재편할 때까지 건축아카데미의 전통은 에콜 데 보자르의 건축부문에 의해 유지되고 확산되었다.
아카데미 데 보자르는 현재 프랑스 학술원 산하 5개 아카데미 중 하나이다.

## 회원
1671년 아카데미가 설립될 당시 회원은 8명으로 다음과 같다.
- 프랑수아 블롱델(François Blondel): 교수 겸 이사
- 앙드레 펠리비앙(André Félibien): 비서
- 리베랄 브뤼앙(Libéral Bruant): 건축가
- 대니얼 지타르(Daniel Gittard): 건축가
- 앙투안 르파르Antoine Lepautre: 건축가
- 프랑수아 르 보(François Le Vau): 건축가
- 피에르 미냐르 2세(Pierre II Mignard): 건축가
- 프랑수아 도르베이(François d'Orbay): 건축가

이후 왕실의 칙령으로 회원 수가 늘어났다. 1793년까지는 2개 계층으로 나뉜 33명의 회원이 있었고, 그 중 1개 계층은 프랑스 지방과 외국에 거주하는 통신원으로 구성되었다.
이후 멤버는 다음과 같다.
- 클로드 페로(1613–1688), 1673년 선출된 의원
- 쥘 아르두앙 망사르(1646-1708), 1675년 의원 선출[8]
- 앙드레 르 노트르(1613-1700)), 1681년 의원 선출
- 피에르 뷜레(1639–1716), 1685년 선출된 의원
- 필립 드 라이르(Philippe de La Hire, 1640–1718), 1687년 선출된 회원 및 교수
- 로버트 드 코트(Robert de Cotte, 1656–1735), 1687년 선출 회원, 1687년 또는 1699년 이사[9]
- Antoine Desgodetz(1653–1728), 1698년 선출 의원, 1699년 2등급, 1718년 1등급,[10] 1719년 교수[11]
- 자크 가브리엘(Jacques Gabriel, 1667–1742), 1699년 선출 의원, 1736년 이사
- Ange-Jacques Gabriel(1698–1782), 1728년 선출 의원, 1743년 이사
- 자크 프랑수아 블론델(Jacques-François Blondel, 1705–1774), 1755년 2등급 의원으로 선출, 1762년 교수로 임명
- Antoine Matthieu Le Carpentier(1709-1773), 1756년 회원으로 선출됨
- 에티엔 루이 불레(Étienne-Louis Boullée, 1728–1799), 1762년 2등급 회원으로 선출, 1780년 1등급 회원으로 승진[12]
- 클로드 니콜라 르두(Claude-Nicolas Ledoux, 1736–1806), 1773년 2등급 의원으로 선출됨
- Richard Mique(1728-1794), 1775년 회원 선출, 1783년 이사[13]